# Região Geográfica Imediata de Tefé

Localização da Região Imediata de Tefé no Amazonas.

A Região Geográfica Imediata de Tefé é uma das 11 regiões imediatas do estado brasileiro do Amazonas, uma das 3 regiões imediatas que compõem a Região Geográfica Intermediária de Tefé e uma das 509 regiões imediatas no Brasil, criadas pelo IBGE em 2017. É composta de 9 municípios.